# Daïras de la wilaya de Tiaret
La wilaya de Tiaret en Oranie (Algérie) comporte quatorze daïras (circonscriptions administratives), chacune comprenant plusieurs communes, pour un total de quarDante-deux 7
ĎerchMhamedfranda tiaret algerieante-deux communes.

## Daïras de la wilaya de Tiaret
1. Tiaret
2. Sougueur
3. Aïn Deheb
4. Aïn Kermes
5. Frenda
6. Dahmouni
7. Mahdia
8. Hamadia
9. Ksar Chellala
10. Medroussa
11. Mechraa Safa
12. Rahouia
13. Oued Lilli
14. Meghila

Le tableau suivant donne la liste des daïras de la wilaya de Tiaret et les communes qui les composent.
| Daïra         | Nombre de communes | Communes                                                       | Superficie (km²) | Population (hab.) |
| ------------- | ------------------ | -------------------------------------------------------------- | ---------------- | ----------------- |
| Aïn Deheb     | 3                  | Aïn Deheb, Chehaima, Naima                                     | 5 528,47         | 46 082            |
| Aïn Kermes    | 5                  | Aïn Kermes, Madna, Medrissa, Djebilet Rosfa, Sidi Abderrahmane | 3 073,50         | 49 307            |
| Dahmouni      | 2                  | Dahmouni, Aïn Bouchekif                                        | 315,68           | 35 402            |
| Frenda        | 3                  | Frenda, Aïn El Hadid, Takhemaret                               | 139 297          | 105 088           |
| Hamadia       | 3                  | Hamadia, Bougara, Rechaïga                                     | .....            | .....             |
| Ksar Chellala | 3                  | Ksar Chellala, Serghine, Zmalet El Emir Abdelkader             | .....            | .....             |
| Mahdia        | 4                  | Mahdia, Aïn Zarit, Nadorah, Sebaïne                            | 1 209,50         | 58 884            |
| Mechraa Safa  | 3                  | Mechraa Safa, Djillali Ben Amar, Tagdemt                       | 600,54           | 26 398            |
| Medroussa     | 3                  | Medroussa, Sidi Bakhti, Mellakou                               | 635,93           | 31 537            |
| Meghila       | 3                  | Meghila, Sebt, Sidi Hosni                                      | 411,61           | 12 329            |
| Oued Lilli    | 3                  | Oued Lilli, Sidi Ali Mellal, Tidda                             | 470,34           | 23 332            |
| Rahouia       | 2                  | Rahouia, Guertoufa                                             | 270,61           | 24 657            |
| Sougueur      | 4                  | Sougueur, Faidja, Si Abdelghani, Tousnina                      | 3 263,02         | 107 530           |
| Tiaret        | 1                  | Tiaret                                                         | 111,45           | 201 263           |